# Zongo Matanda
Zongo Matanda est une localité de la République démocratique du Congo, située dans la province du Kongo central. C'est sur le territoire de ce village que se situent les grandes chutes de Zongo Matanda sur la rivière de l'Inkisi. Leur hauteur est de 62 mètres pour une largeur de 30 mètres,.

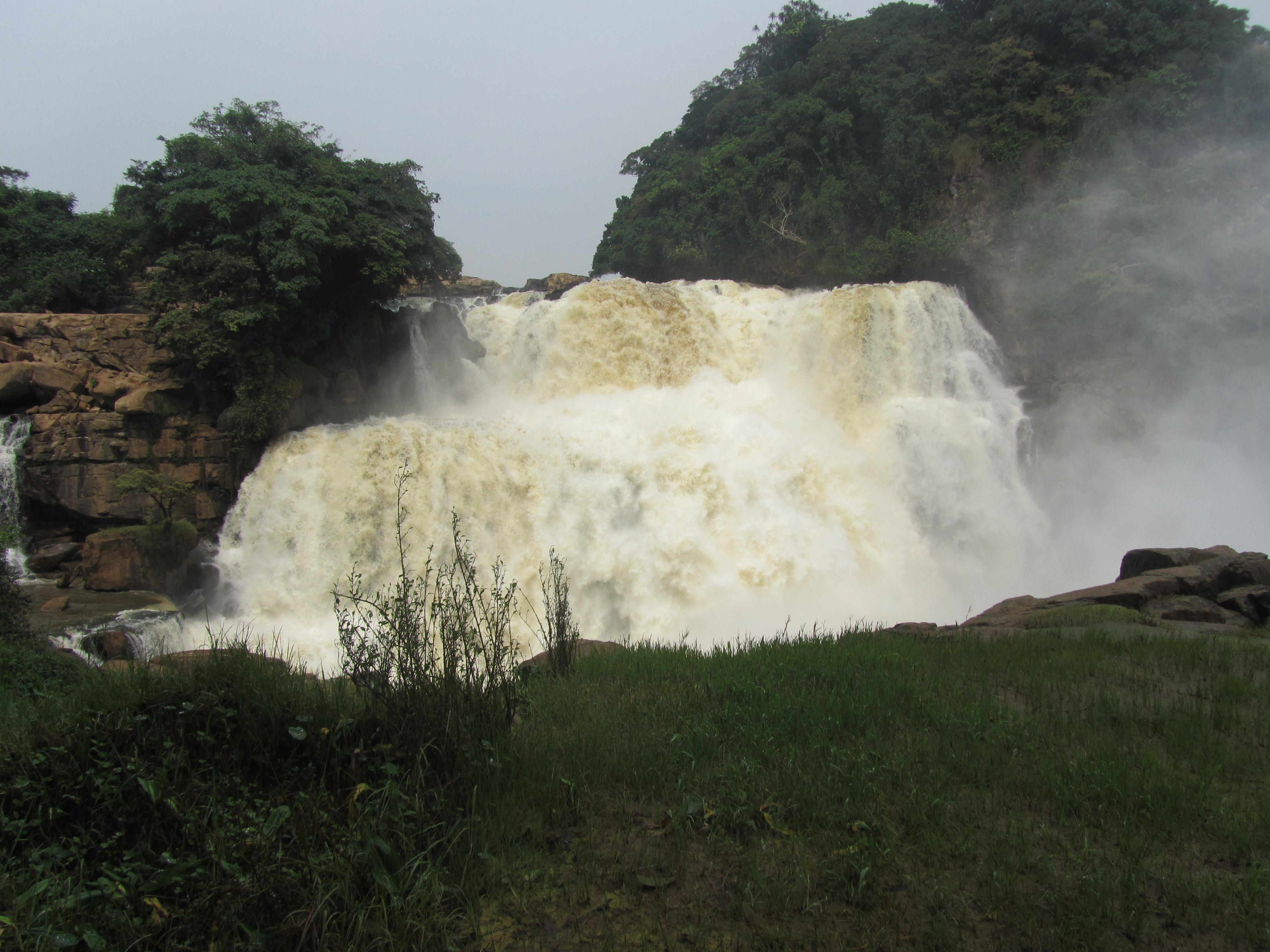
chutes de Zongo